# جرج کووا
جرج کووا (انگلیسی: George Kuwa؛ ‏ ۷ آوریل ۱۸۸۵ – ۱۳ اکتبر ۱۹۳۱) با نام اصلی کئیچی کوواهارا بازیگر ژاپنی-آمریکایی بود.
از فیلم‌هایی که وی در آن نقش داشته‌است، می‌توان به بید مجنون، اخطار و گردآوری اشاره کرد.